# تشاد جونسون (لاعب كرة قدم)
تشاد جونسون (بالإنجليزية: Chad Johnson)‏ (و. 1978  م) هو لاعب كرة قدم أمريكية، ولاعب كرة القدم الكندية، من الولايات المتحدة، ولد في ميامي، يلعب كمستقبل واسع ‏.

## التعليم
تعلم في Miami Beach Senior High School ‏.

## وصلات خارجية
- تشاد جونسون على موقع مرجع كرة القدم المحترفة.كوم (الإنجليزية)
- تشاد جونسون على موقع قاعدة بيانات كرة القدم.إي يو (الإنجليزية)

- تشاد جونسون على موقع IMDb (الإنجليزية)
- تشاد جونسون على موقع إن إن دي بي (الإنجليزية)
- تشاد جونسون على موقع قاعدة بيانات الفيلم (الإنجليزية)